# Maxine Ryder
Maxine Ryder (* 1960 in Cheshire, England) ist eine in Australien aufgewachsene Bildhauerin, die seit 1997 in München lebt und arbeitet.
Ryder beendete ihre Ausbildung am Prahran College of Advanced Education in Melbourne 1985 mit dem Diplom für Bildende Kunst und Gestaltung. Danach studierte sie von 1986 bis 1988 am Victorian College of the Arts (Kunsthochschule von Victoria der Universität Melbourne) und graduierte dort zum Bachelor of Fine Arts. Seit 1997 lebt sie in München, wo sie nebenbei auch als Fremdenführerin arbeitet.

## Ausstellungen
- 1989:
  - „Recycle Show“, Friends of the Earth Gallery, Melbourne (Gruppenausstellung)
  - „Christmas Toys and Trees by Artists“, Australian Centre for Contemporary Art, Melbourne (Gruppenausstellung)
- 1991:
  - „Linden Postcard Show“, Linden Centre for Contemporary Arts, St. Kilda (Gruppenausstellung)
  - „Out of Our Oeuvre“, Tolarnos Gallery, St. Kilda (Gruppenausstellung)
  - Arts Project Australia, Melbourne (Gruppenausstellung)
- 1992:
  - Linden Centre for Contemporary Arts, St. Kilda (Einzelausstellung)
  - Girgis & Klym Gallery, Melbourne (Einzelausstellung)
  - „Linden Postcard Show“, Linden Centre for Contemporary Arts, St. Kilda (Gruppenausstellung)
  - Girgis & Klym Gallery, Melbourne (Gruppenausstellung)
- 1993: „Indian Windows“, Kala Parishad, Bhopal, Indien (Einzelausstellung)
  - „Peace on Earth“, Kala Parishad, Bhopal, Indien (Gruppenausstellung)
  - „International Year of Women“, Habibganj im BHEL-Bezirk von Bhopal, Indien (Gruppenausstellung)
- 1994: „Cow, Girls and Indians“, Gallery Rhumbarallas, Melbourne (Einzelausstellung)
- 1995:
  - „Tattooed Ladies“, Scope Gallery, Melbourne (Einzelausstellung)
  - „Linden Postcard Show“, Linden Centre for Contemporary Arts, St. Kilda (Gruppenausstellung)
  - „Intro“, Scope Gallery, Melbourne (Gruppenausstellung)
  - „Christmas 1995 Show“, Scope Gallery, Melbourne (Gruppenausstellung)
- 1996:
  - „Solamente El Recuerdo“ (Nur das Souvenir), Scope Gallery, Melbourne (Einzelausstellung)
  - „Two Places - (Bhopal/India)“-Fictional and Actual Artists Space, V.C.A. Melbourne (Gruppenausstellung)
- 1997: „Multiculturalismus“ – Studio Media, Unterföhring, Munich,/Germany (Gruppenausstellung)
- 2001: „Linden Postcard Show“, Linden Centre for Contemporary Arts, St. Kilda (Gruppenausstellung)
- 2002:
  - „Jahresausstellung“, Alte Brennerei, Ebersberg (Gruppenausstellung)
  - „Brennpunkt“, Alte Brennerei, Ebersberg (Gruppenausstellung)
  - „Fremdheit“, Pro Familia, München (Gruppenausstellung)
  - „Der unauffällige Kunstsammler auf seinem Weg zur Arbeit“, Galerie Stachowitz, München (Gruppenausstellung)
- 2003:
  - „Jahresausstellung und Kunstpreis“, Alte Brennerei, Ebersberg (Gruppenausstellung)
  - „Schwangerschaft, Geburt, Frau“, Pro Familia, München (Gruppenausstellung)

„Mitgliedausstellung“, Alte Brennerei Gallery, Ebersberg/Germany (Gruppenausstellung)
- 2004:
  - „Simultan“, Kunstverein Ebersberg, Ebersberg (Gruppenausstellung)
  - „Windows for Show“, Tegernsee (Gruppenausstellung)
  - „Kunstpreis 11“, Kunstverein Aichach, Aichach (Gruppenausstellung)
  - „Bloß Papier - Mitgliederausstellung“, Alte Brennerei, Ebersberg (Gruppenausstellung)

„ART iges“, Kunstverein Ottobrunn, Munich/Germany (Gruppenausstellung)
- 2005: „Mitgliedausstellung“, Kunstverein Aichach, Aichach (Gruppenausstellung)
- 2006: „Small works“, Cafiko, München (Einzel- und Gruppenausstellung)
- 2007: „Jahresausstellung Zeitgenössischer Kunst“, Kunstverein Bad Wörishofen, Bad Wörishofen (Gruppenausstellung)
- 2008:
  - „Home is where the (He)art is“, Galerie Goethe 53, München (Einzelausstellung)
  - „Recent Works“, George Paton Galleries, Melbourne (Einzelausstellung)
  - „Cut Outs“, Latichichos, München (Einzelausstellung)

## Preise und Stipendien
- 1986:
  - Theodor Urbach Encouragement Award
  - Trustees of the National Gallery of Victoria Award
- 1988: Victorian College of the Arts Folio Award
- 1995: Pat Corrigan Artists’ Förderung, (National Association for the Visual Arts)